# سینویان
سینویان (انگلیسی: SINOIAN) یک برند مد ارمنی می‌باشد که در سال ۲۰۱۳ در آلمان بنیانگذاری شده‌است. سینویان نخستین و تنها برند در نوع خود است که بر تولید پوشاک آماده سطح بالا بر اساس عناصر طراحی ارمنی تمرکز دارد
از جمله افراد مشهوری که لباس‌های سینویان را در مکان‌های عمومی پوشیده‌اند یا با این برند آشنا شده‌اند می‌توان به شارل آزناوور، اونترونیک خاچاتریان، جنلوجی، واهه تیلبیان، آرمنچیک، لیلیت هوهانیسیان و واهه بربریان اشاره کرد.
برند توسط امیل بولبولیان طراح ارمنی زاده ووپرتال، آلمان بنیانگذاری شده‌است.